# جاش بوگایسکی
جاش بوگایسکی (انگلیسی: Josh Bugajski؛ زادهٔ ۵ اکتبر ۱۹۹۰) قایقران روئینگ اهل بریتانیا است.
وی در مسابقات کشوری و بین‌المللی در مجموع برندهٔ ۱ مدال طلا، ۱ مدال نقره، ۱ مدال برنز شده‌است.